# Калиниченко, Игорь Семёнович
Игорь Семёнович Калиниченко (1923 — не ранее 1986) — советский инженер-электрик, лауреат Ленинской премии.

## Биография
Место рождения: Украинская ССР, Ворошиловградская область, Ново-Псковский район, с. Константиновка.
Сын учителя математики, приговоренного в 1937 г. к 10 годам ИТЛ.
Участник войны (боец-плотник), занимался восстановлением мостов.
Окончил Харьковский политехнический институт (1949).
В 1949—1960 гг. работал на Запорожском трансформаторном заводе (ЗТЗ): инженер, начальник КБ, главный конструктор.
В 1960—1965 руководитель конструкторского отдела Запорожского НИИ трансформаторостроения и высоковольтной аппаратуры при ЗТЗ.
1965—1968 главный инженер ЗТЗ.
С 1968 по 198. год начальник отдела электротехнической, станкостроительной и приборостроительной промышленности Госплана УССР.
Умер не ранее 1986 года.

## Публикации
- Современное состояние и перспективы разработки новых высоковольтных трансформаторов и автотрансформаторов [Текст] / И. С. Калиниченко. — Куйбышев : Оргэнергострой, 1957. — 26 с. : табл.

## Награды и звания
- Кандидат технических наук (1968).
- Ленинская премия (1962 год) — за создание комплекса высоковольтного оборудования на напряжение 500 кВ переменного тока.
- Медаль «За боевые заслуги».